# Ktesibios

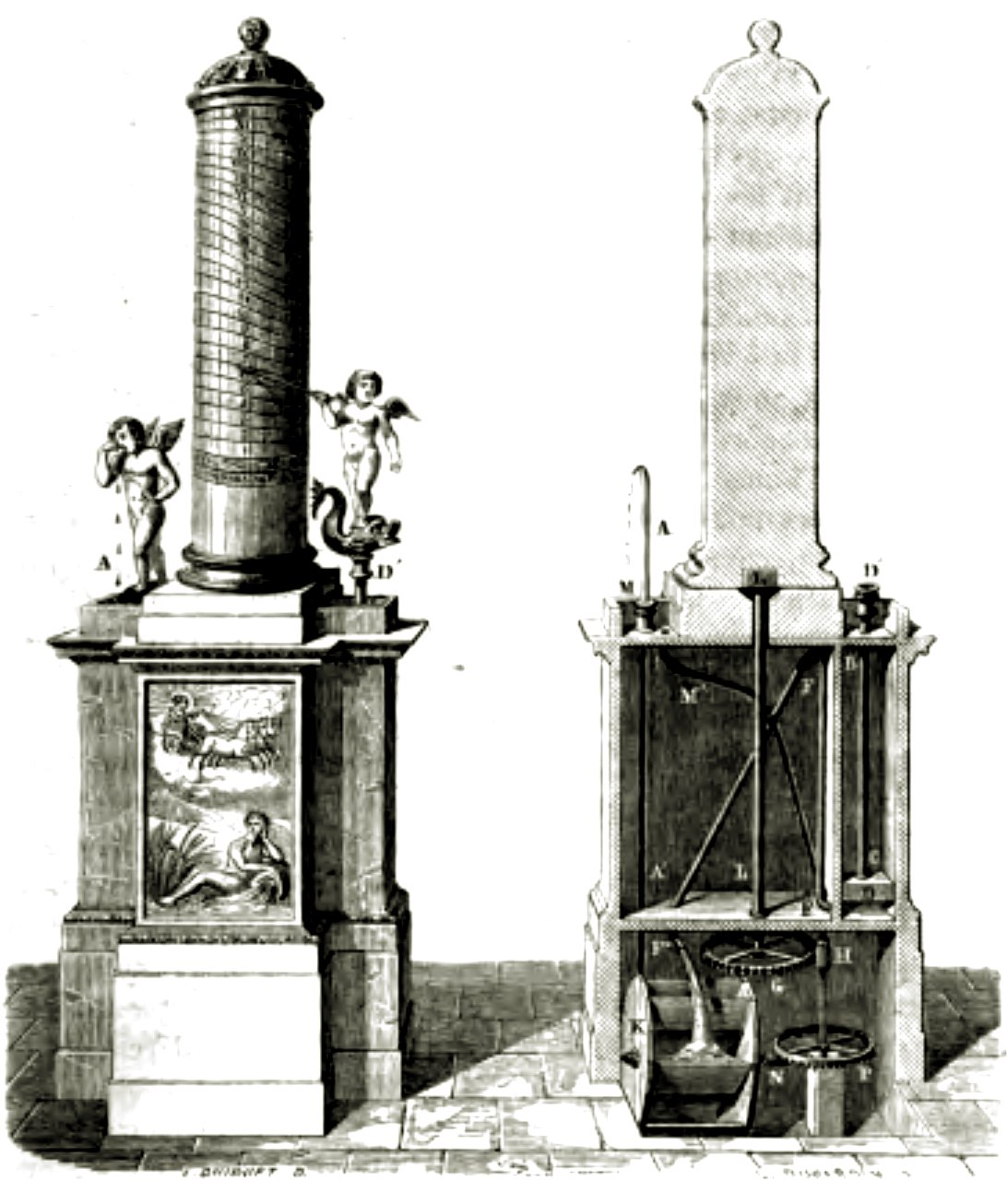
Vodní hodiny vynalezené Kteisibiem

Ktesibios, řecky Κτησίβιος (285 př. n. l. – 222 př. n. l.) byl starořecký matematik, fyzik a vynálezce. Působil v egyptské Alexandrii, byl zakladatelem velké inženýrské alexandrijské tradice. Žádné jeho písemné dílo se nedochovalo, máme však o něm zprávy v díle Marca Vitruvia Pollia, Athénaia, Prokla či Heróna Alexandrijského. Díky nim víme, že Ktesibios vynalezl tlakovou pumpu, vývěvu, dvojčinnou hasičskou stříkačku, zápachovou uzávěrku, vodní hodiny a vodní varhany. Jedním z jím navrhovaných aplikací byla pneumatická balista, která místo pružných ramen měla pneumatické válce . Podle Diogena Laertia byl původním povoláním holič.